# Hawryłówka (gmina)
Gmina Hawryłówka – dawna gmina wiejska funkcjonująca w latach 1941–1944 pod okupacją niemiecką w Polsce. Siedzibą gminy była Hawryłówka.
Gmina Hawryłówka została utworzona przez władze hitlerowskie z terenów okupowanych przez ZSRR w latach 1939–1941, stanowiących przed wojną (zniesioną) gminę Majdan Średni w powiecie nadwórniańskim w woj. stanisławowskim.
Gmina weszła w skład powiatu stanisławowskiego (Kreishauptmannschaft Stanislau), należącego do dystryktu Galicja w Generalnym Gubernatorstwie. W skład gminy wchodziły miejscowości: Bednarówka, Glinki, Hawryłówka, Łomadżyn, Majdan Górny, Majdan Średni, Paryszcze, Weleśnica Dolna i Weleśnica Leśna.
Po wojnie obszar gminy włączono do ZSRR.